# Gorbea (Chile)
Gorbea ist eine Kommune im Süden Chiles. Sie liegt in der Provinz Cautín in der Región de la Araucanía. Sie hat 14.414 Einwohner und liegt ca. 45 Kilometer südlich von Temuco, der Hauptstadt der Region.

## Geschichte
Gorbea wurde nach dem spanischen Mathematiker Andrés Antonio Gorbea benannt. Das Gebiet um Gorbea wurde zunächst von den Mapuchen besiedelt. Vermutlich kamen im 18. Jahrhundert erste Missionare in die Gegend der Gemeinde, zogen sich aber später wieder zurück. Im Verlauf des 19. Jahrhunderts wurden mehrere Expeditionen in die Region betrieben und schließlich fiel die Region im Zuge der Okkupation von Araukanien an den chilenischen Staat. Ende des 19. Jahrhunderts wurde Gorbea an die Eisenbahn angeschlossen, was der Kommune zu wirtschaftlichem Aufschwung und einem Bevölkerungsanstieg verhalf. Am 29. April 1904 wurde Gorbea schließlich vom damaligen Präsidenten Chiles, Germán Riesco Errázuriz, offiziell als Ortschaft im damaligen Departamento de Villarrica gegründet. 1911 wurde Gorbea schließlich zu einer eigenständigen Kommune. Etwa zur selben Zeit, Anfang des 20. Jahrhunderts, wanderten verstärkt niederländische Familien in die Gegend aus und siedelten in Gorbea.

## Demografie und Geografie
Laut der Volkszählung aus dem Jahr 2017 leben in Gorbea 14.414 Einwohner, davon sind 6945 männlich und 7469 weiblich. 70,5 % leben in urbanem Gebiet, der Rest in ländlichem Gebiet. Die Kommune Gorbea besteht aus dem gleichnamigen Hauptort sowie einer Vielzahl kleinerer Dörfer und Häuseransammlungen, etwa Quitratue oder Lastarria. Die Kommune hat eine Fläche von 694,5 km² und grenzt im Norden an Pitrufquén, im Süden an Loncoche, im Westen an Toltén.
Durch die Ortschaft Gorbea fließt der Río Donguil, dessen Wasserfälle einige Kilometer südlich des Ortes zugleich eine der wichtigsten Touristenattraktionen ist. Daneben sind auch die Naturbademöglichkeiten am Fluss sehr beliebt.

## Wirtschaft und Politik
In Gorbea gibt es 228 angemeldete Unternehmen. Dabei spielt vor allem die Land- und Forstwirtschaft noch immer eine wichtige Rolle. Der aktuelle Bürgermeister von Galvarino ist Guido Siegmund González von der rechtskonservativen UDI. Auf nationaler Ebene liegt Gorbea im 52. Wahlkreis, unter anderem zusammen mit Pucón, Villarrica und Cunco.

## Fotogalerie

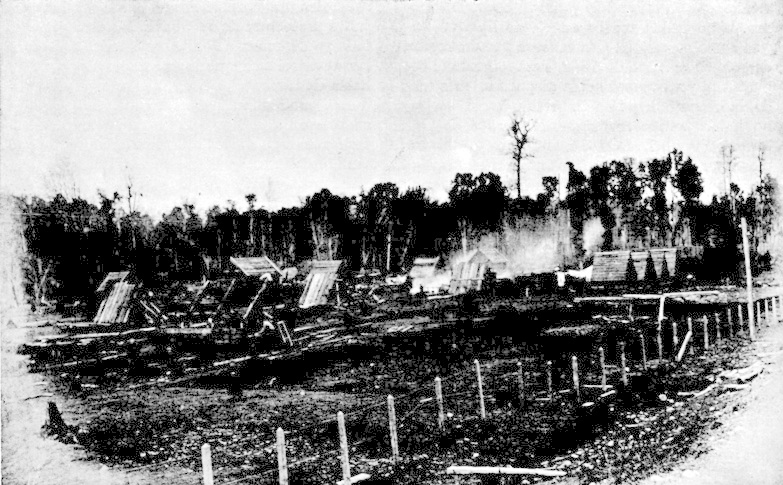
Burenkolonie in Gorbea
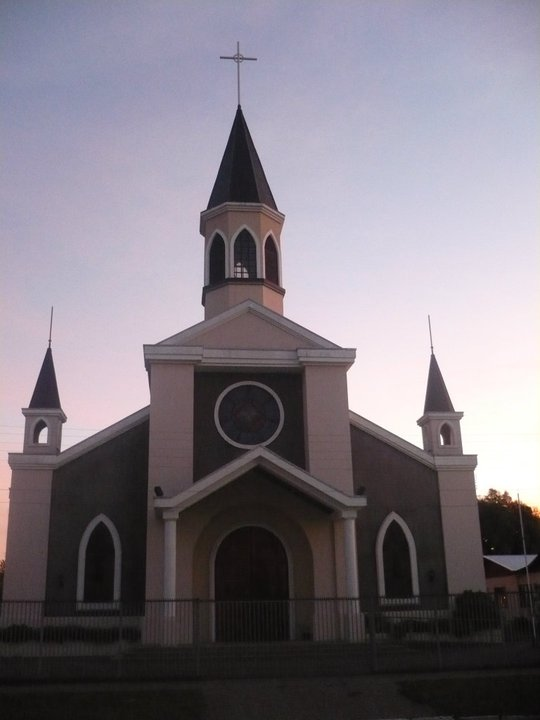
Die Kirche von Gorbea
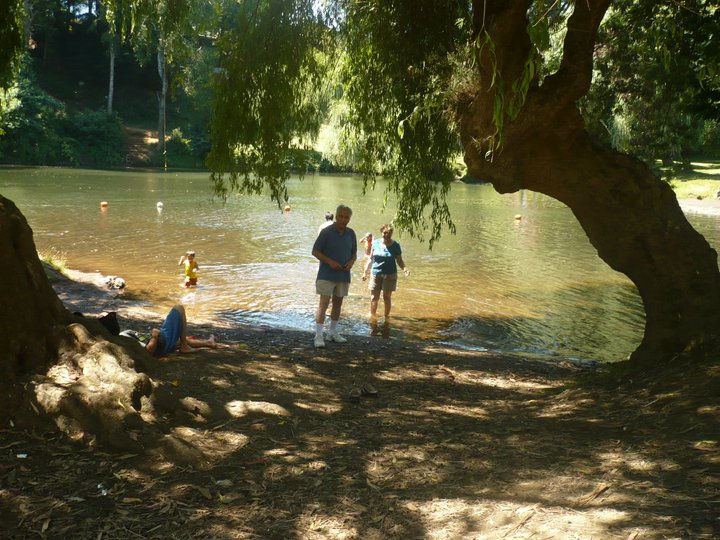
Naturbademöglichkeit in Gorbea
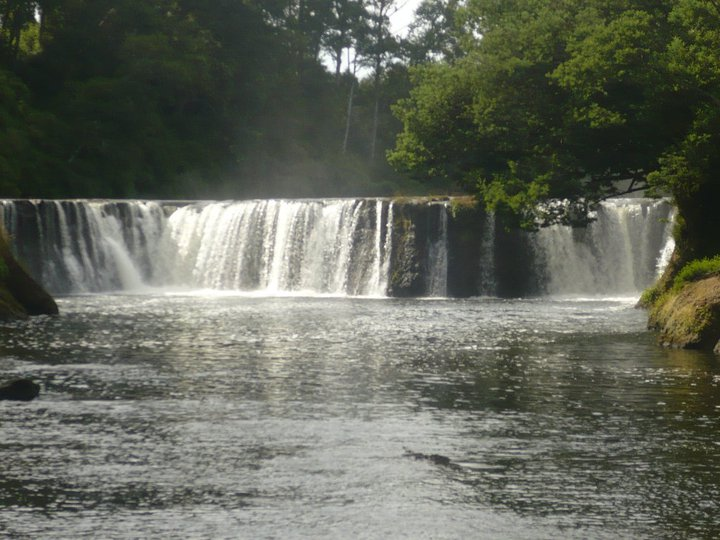
Wasserfälle des Río Donguil
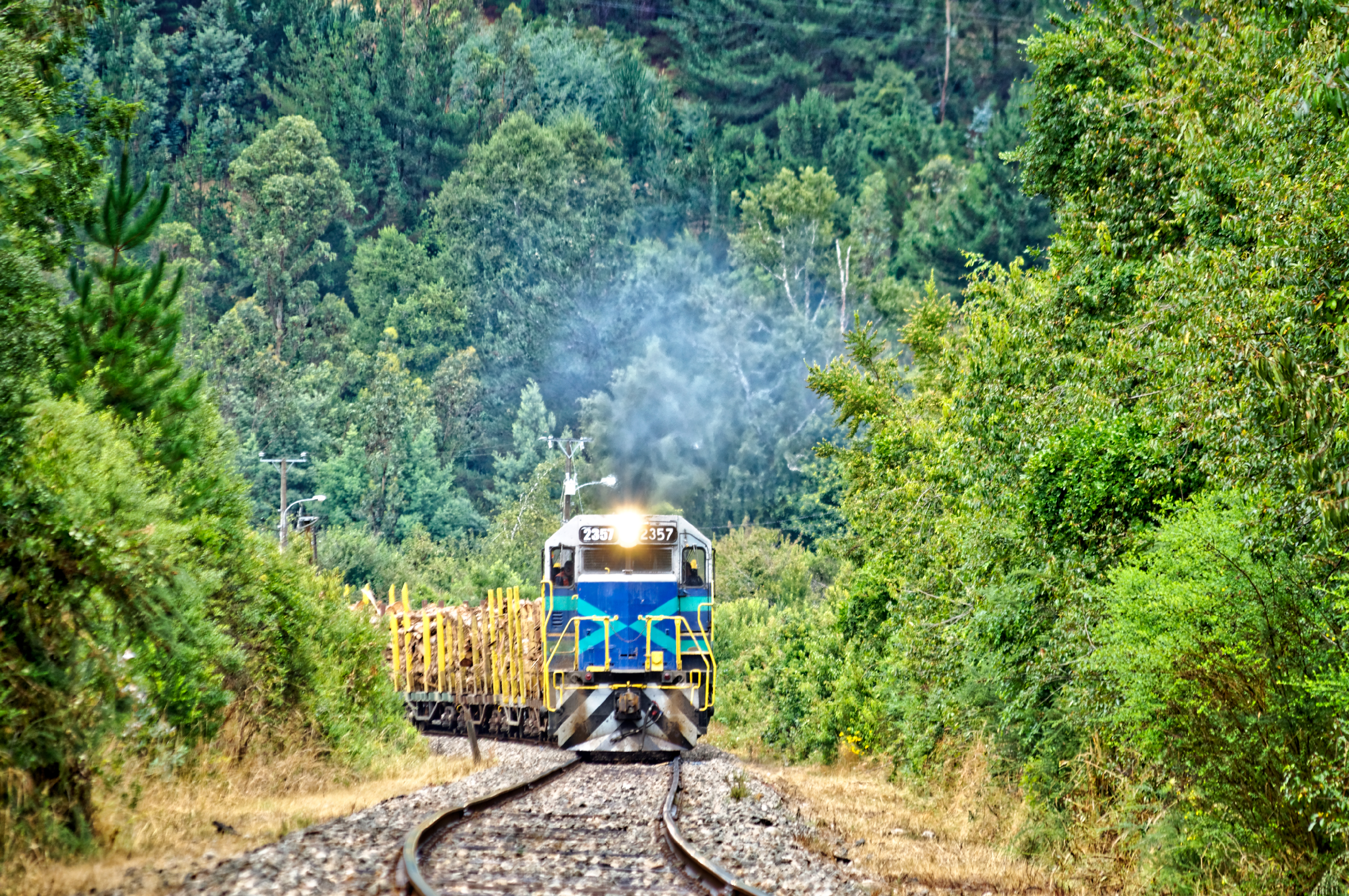
Eisenbahn nahe Gorbea